# Segundo Viloria Escarda
Segundo Viloria Escarda (Benavente, 1855-Zamora, 1923), fue el primer arquitecto titulado que trabajó en Zamora, y el artífice de una serie de inmuebles que aún forman parte del patrimonio arquitectónico de Zamora, siendo en la actualidad considerados como edificios "clásicos" que no obstante, en su momento, fueron verdaderos iconos del progreso.

## Primeros proyectos
Nacido en Benavente, inicia su andadura profesional en 1878, a poco de acabar sus estudios en la Escuela Superior de Arquitectura de Madrid, tras ser nombrado arquitecto provincial.
Entre sus primeros proyectos se encuentra la reforma de la torre de la iglesia de Fuentelapeña (1880), y el alcantarillado de Zamora (1880), que junto con el abastecimiento de agua (1880) y el alumbrado público (1897), de alguna forma reconciliaron a Zamora con la modernidad, y la hicieron más salubre, que equivale a decir más habitable.
En 1882, a raíz del incendio fortuito de los viejos soportales de la plaza Mayor, proyecta las actuales arcadas, aún herederas del clasicismo imperante por aquellos años. Su posición social, como arquitecto provincial, lejos de limitar su actividad, le va a proporcionar multitud de encargos ya públicos, ya privados. Así en 1887 proyecta la escalera de la Puerta del Obispo de la Catedral, y en 1894 las Escuelas de la Encomienda en Benavente, donde utilizará como elemento sustentante el hierro, material entonces novedoso, aunque tempranamente empleado en las obras públicas.

## Nueva tendencia
Viloria, protagoniza, en solitario, el tránsito del siglo XIX al XX, evolucionando desde los viejos postulados del academicismo al eclecticismo. Contribuye a este cambio el nacimiento de una burguesía industrial y de los negocios, que se constituye en su principal cliente, y le permite experimentar y aplicar sus ideas. Así, para el banquero Anastasio de la Cuesta, proyecta en 1904 una soberbia casa en el ensanche, derribada sin contemplaciones en los años setenta del pasado siglo. Otras casas de esta burguesía serán las de José Prieto (1884) en la plaza de Sagasta, José Cid (1902) en la calle de San Torcuato, hermanos Bobo en la de Benavente (1909), y la de Gabino Bobo (1916, actual Hotel Horus Zamora), para quien también traza un panteón en el cementerio municipal, y una fábrica de harinas (1907, Carretera de Villalpando).
En su Benavente natal, otro de los centros neurálgicos de la lánguida economía provincial, Segundo Viloria proyecta algunos servicios, como el alcantarillado, y un importante número de edificios, entre los que destacan las viviendas del terrateniente, hombre de negocios y político José Rodríguez (1894), y la de Felipe González, propietario de la fábrica de harinas La Sorribas (1903).
Pero sin duda su obra más emblemática será el Mercado de Abastos de Zamora, proyectado en 1902 e inaugurado dos años después, donde combina la arquitectura del hierro con la piedra y el ladrillo, planteando un edificio funcional, sin demasiadas concesiones decorativas, y brillantes soluciones arquitectónicas, como los grandes vanos acristalados de las fachadas. Todo un signo de modernidad, una apuesta arriesgada para una ciudad tan conservadora, pensado para sobrevivir al tiempo, que fue posible sin duda gracias al empeño del entonces alcalde Isidoro Rubio.